# GTF3C6
GTF3C6 (англ. General transcription factor IIIC subunit 6) – білок, який кодується однойменним геном, розташованим у людей на 6-й хромосомі. Довжина поліпептидного ланцюга білка становить 213 амінокислот, а молекулярна маса — 24 049.
| 10         |  | 20         |  | 30         |  | 40         |  | 50         |
| ---------- |  | ---------- |  | ---------- |  | ---------- |  | ---------- |
| MAAAADERSP |  | EDGEDEEEEE |  | QLVLVELSGI |  | IDSDFLSKCE |  | NKCKVLGIDT |
| ERPILQVDSC |  | VFAGEYEDTL |  | GTCVIFEENV |  | EHADTEGNNK |  | TVLKYKCHTM |
| KKLSMTRTLL |  | TEKKEGEENI |  | GGVEWLQIKD |  | NDFSYRPNMI |  | CNFLHENEDE |
| EVVASAPDKS |  | LELEEEEIQM |  | NDSSNLSCEQ |  | EKPMHLEIED |  | SGPLIDIPSE |
| TEGSVFMETQ |  | MLP        |  |            |  |            |  |            |

A: Аланін

C: Цистеїн

D: Аспарагінова кислота

E: Глутамінова кислота

F: Фенілаланін

G: Гліцин

H: Гістидин

I: Ізолейцин

K: Лізин

L: Лейцин

M: Метіонін

N: Аспарагін

P: Пролін

Q: Глутамін

R: Аргінін

S: Серин

T: Треонін

V: Валін

W: Триптофан

Кодований геном білок за функцією належить до фосфопротеїнів. 
Задіяний у таких біологічних процесах, як транскрипція, ацетилювання. 
Білок має сайт для зв'язування з ДНК. 
Локалізований у ядрі.